# 埭

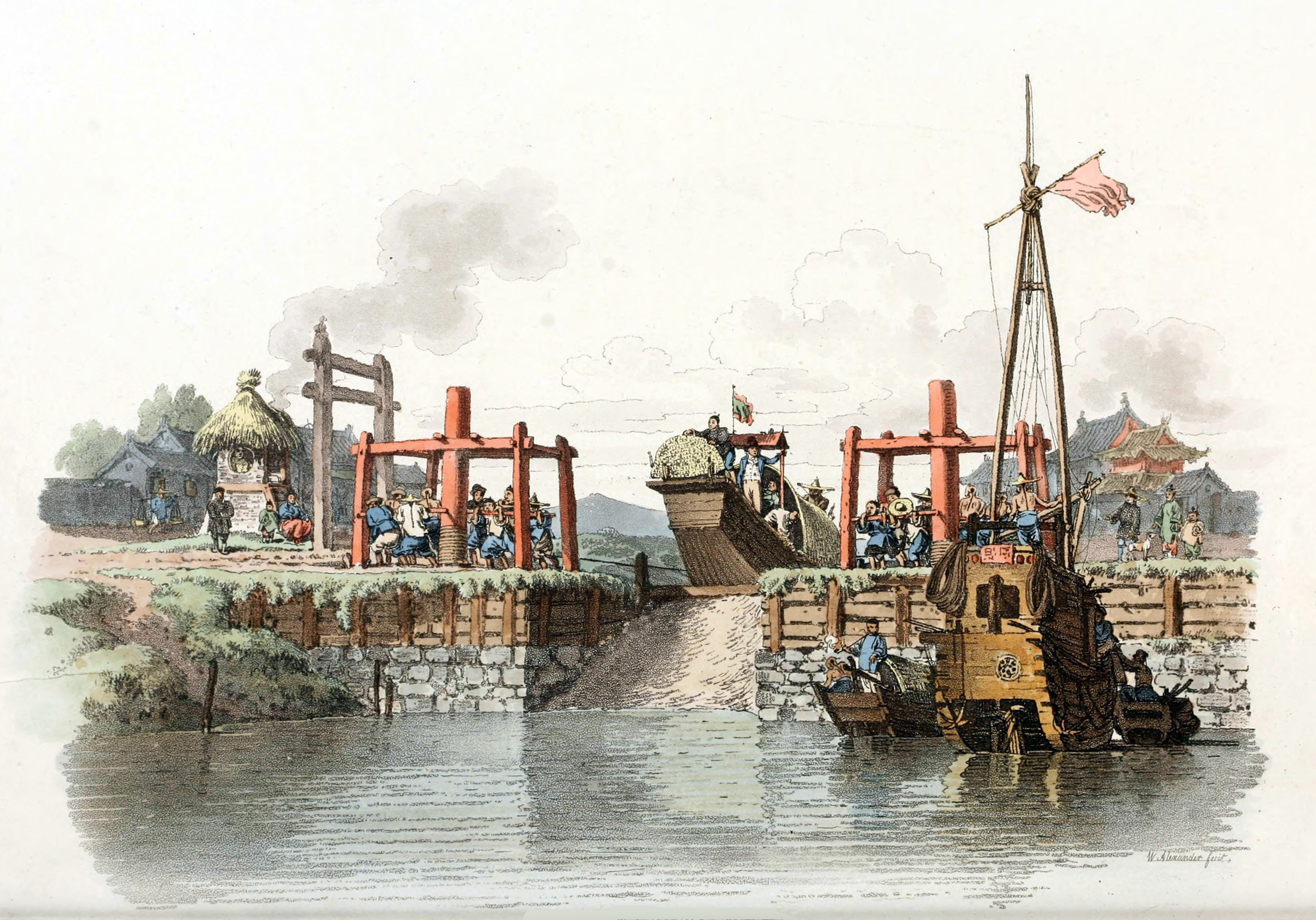
人们推动辘轳（绞盘），牵引船舶过埭。威廉·亚历山大绘制

埭又称堰、堰埭、车船坝，是中国古老的水利工程建筑物，借助两侧斜面来让船舶翻越堤坝，克服水位落差。

## 构造

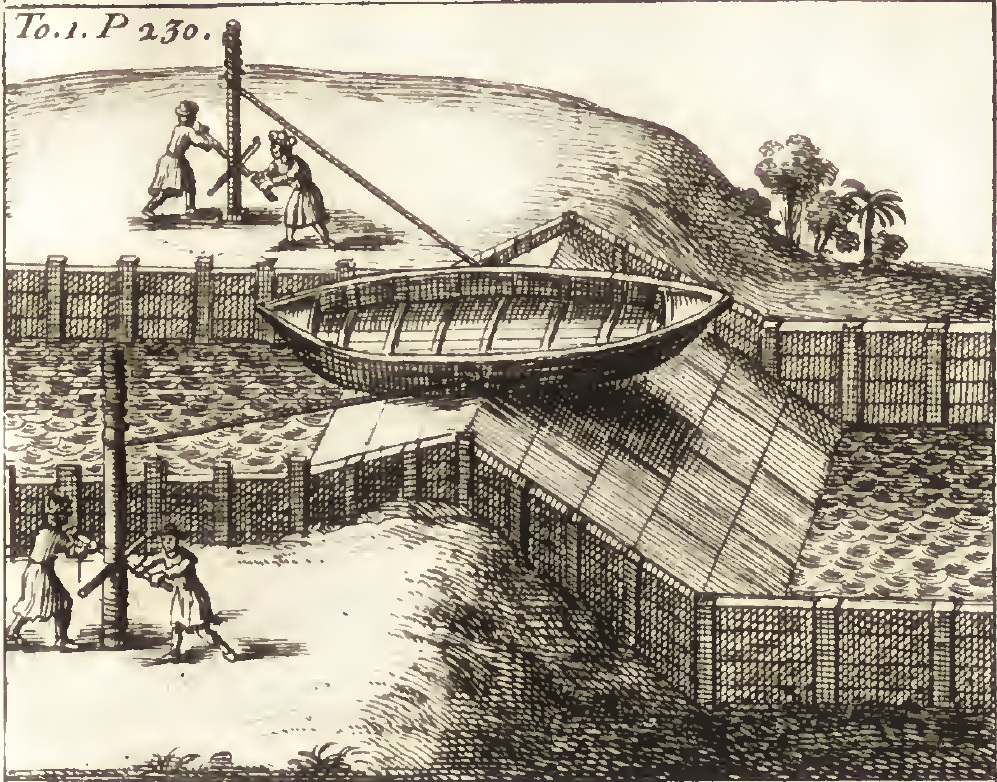
李明《中国近事报道》中的船舶过埭示意图

埭的结构并不复杂，只需要在水坝的两侧各建造一条坡度平缓的斜坡道。两条坡道的顶端相接，连接处做成平缓的弧形；底端伸入水中。建筑材料可以是石料、木料或泥土。:363
船舶通过时，用人力或畜力（主要是牛），直接或借助辘轳（轮轴）拉动绳子，将船舶牵引上坡顶，再借助重力沿坡道滑入对侧水中。为了节省拉力和避免船底磨损，会在坡道上抹稀泥、浇水，以降低摩擦系数。:363

## 历史
为了防洪、通航或灌溉，人们筑造水坝来拦蓄水流。“埭”和“堰”最初就指水坝或建造水坝。但水坝又会影响船舶通航。于是人们将拉纤、斜面、联水陆路相结合，用绳子牵船沿斜坡过坝，这种设施也称为“埭”或“堰”。:363
三国时期，孙权为了让吴郡和会稽郡的船舶不必经京口（今镇江）进入长江再至建业（今南京），于赤乌八年（245年）派人开凿从句容到云阳（今丹阳）的破岗渎运河，河道上设置了十二个埭。这是文献中关于埭的最早记录。
政府向通过埭的船征收通行税。东晋时，司马奕曾向晋哀帝请求在海盐和钱塘征收水牛牵埭税的权限。南齐时征收牛埭税，西陵一地每天的征收额达到三千五百钱。南梁梁武帝时与其他通行税一起废除。唐朝唐肃宗时在江淮地区征收“埭程”。
埭可以适应较高的水位落差，建造方便，过坝时间短，不必消耗蓄水，因此尽管有过坝时消耗人畜力、可能损伤船体的缺点，仍然是宋朝以前主要的过坝建筑。直到北宋乔维岳创建复式船闸之后，埭才为船闸所逐渐替代。但一些地方仍保留或继续建造埭。
埭被视为是中国交通的一大特色，许多来自他国的旅行者都在游记中提到了自己经历或目睹他人翻越堰埭的经历，如日本僧人成寻《参天台五台山记》:79,88,90，朝鲜官员崔溥《漂海录》:43-45,163，法国传教士李明《中国近事报道》:230-231，英国马戛尔尼使团副使斯当东《英使谒见乾隆纪实》:443，等等。:363-364

## 类似设施

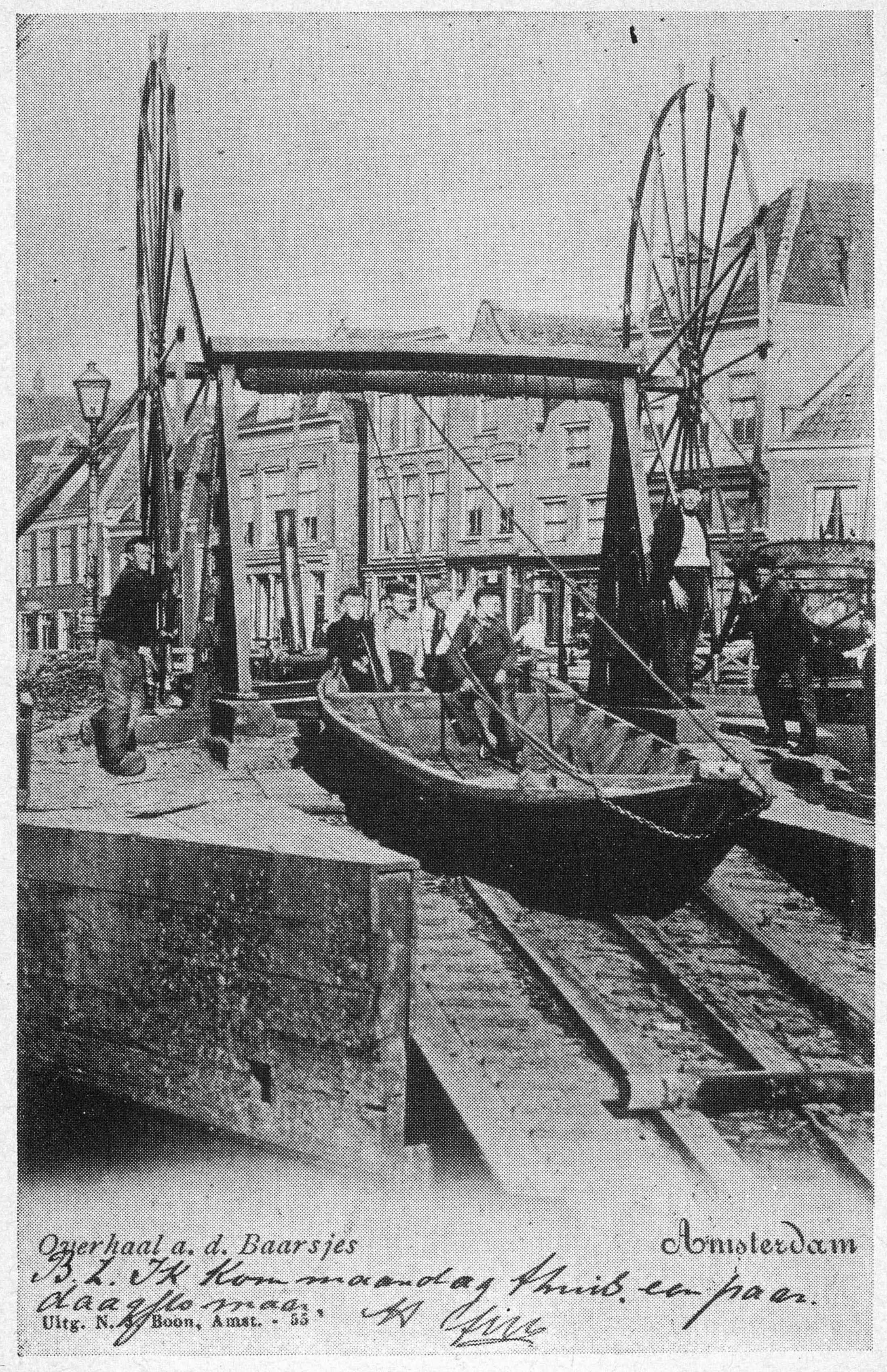
荷兰阿姆斯特丹的斜坡牵船设施

古希腊人为了让船只通过科林斯地峡，建筑了陆上轨道狄奥尔科斯，其两端都通过斜坡入水或出水。12世纪，荷兰的运河上出现了与埭类似的双侧斜坡道。:364
现代水利工程中跟埭类似的建筑称为斜面升船机，更多地使用电动机或热机而非人畜力，船舶也更多地置于承船箱中而不是直接跟斜坡面接触。部分古代堰埭已改造为简易的小型斜面升船机。:339
一些新船在船台上制造好之后，也会通过称为滑道的斜坡装置入水。:654